# Óblast de Velíkiye Luki
El Óblast de Velíkiye Luki (en ruso: Великолукская область, Velikolukskaya oblast) era un óblast (unidad administrativa de primer nivel) de la República Socialista Federativa Soviética de Rusia entre 1944 y 1957. Su capital era la ciudad de Velíkiye Luki. El óblast estaba localizado en el noroeste de la Rusia europea, y su territorio actualmente está dividido entre los óblast de Nóvgorod, Pskov, y Tver.

## Historia
El óblast de Velíkiye Luki fue creado el 22 de agosto de 1944, un día antes que el de Pskov, para administrar áreas de la Unión Soviética anteriormente ocupadas por las tropas alemanas y liberadas en el curso de la Segunda Guerra Mundial. Incluía veintitrés distritos.
La autoridad más importante en el óblast era el primer secretario del Comité del Partido Comunista. Las personas siguientes fueron los primeros secretarios:
- Grigory Mefodyevich Boykachyov (1944-1950);
- Zakhar Filippovich Slaykovsky (1950-1951);
- Sergey Stepanovich Rumyantsev (1951-1955);
- Ivan Petrovich Tur (1955-1957).

El óblast de Velíkiye Luki fue abolido el 2 de octubre de 1957. Su área se repartió entre los óblast de Kalinin y Pskov.